# The Missing Rembrandt
The Missing Rembrandt  è un film del 1932 diretto da Leslie S. Hiscott. Considerato un film perduto, è liberamente ispirato al racconto di Sherlock Holmes del 1904 "L'avventura di Charles Augustus Milverton" di Arthur Conan Doyle. È il secondo film con protagonista Arthur Wontner nei panni di Sherlock Holmes dopo Il re dell'ombra (1931). Presentato in anteprima a Londra il 12 febbraio 1932, il film fu distribuito nel Regno Unito il 22 agosto dalla PDC.

## Trama
Sherlock Holmes si mette sulle tracce di un dipinto di Rembrandt, rubato da un artista tossicodipendente.